# Thylamys pallidior
Thylamys pallidior e вид опосум от семейство Didelphidae. Той е южноамерикански вид разпространен от крайбрежието на Тихи океан в Перу, преминава през Чили и Боливия и достига до Атлантическия океан в Аржентина. Това е видът с най-голям обхват на разпространение от род Thylamys. Дължината на тялото е в рамките на 8,4 - 9,9 cm. Гърбът е канелено кафяв, а колема бял или кремав. Имат тъмен пръстен около очите.